# Sonate K. 174
La sonate K. 174 (F.124/L.410) en ut mineur est une œuvre pour clavier du compositeur italien Domenico Scarlatti.

## Présentation
La sonate K. 174 en ut mineur est notée Allegro et forme une paire avec la sonate précédente, malgré leurs tonalités différentes. Il s'agit d'une étude pour les croisements de mains. Un motif continu de croches au centre du clavier est survolé successivement par chaque main.

## Manuscrits
Le manuscrit principal est le numéro 27 du volume I (Ms. 9772) de Venise (1752), copié pour Maria Barbara ; les autres sont Parme I 27 (Ms. A. G. 31406), le ms. Fitzwilliam 32 F 13 (no 9), Morgan Library, ID 316355, coll. Cary 703 (no 44). La sonate se trouve deux fois dans les manuscrits de Saragosse (1772) : B-2 Ms. 31, fos 41v-43r (no 21), et B-2 Ms. 32, fos 15v-17r.

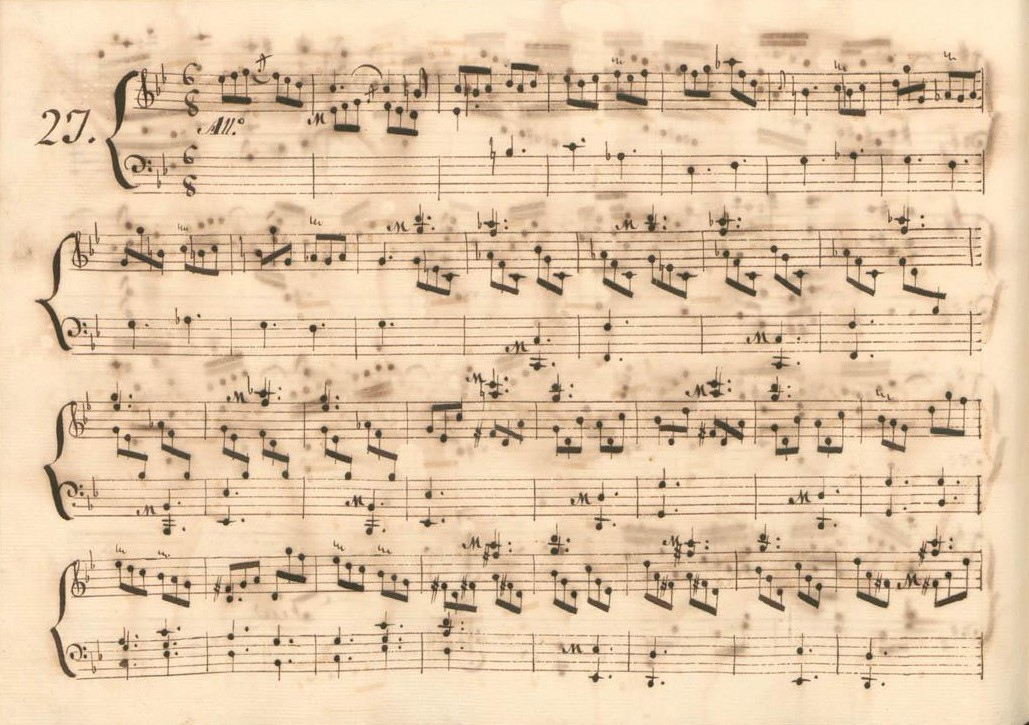
Parme I 27.
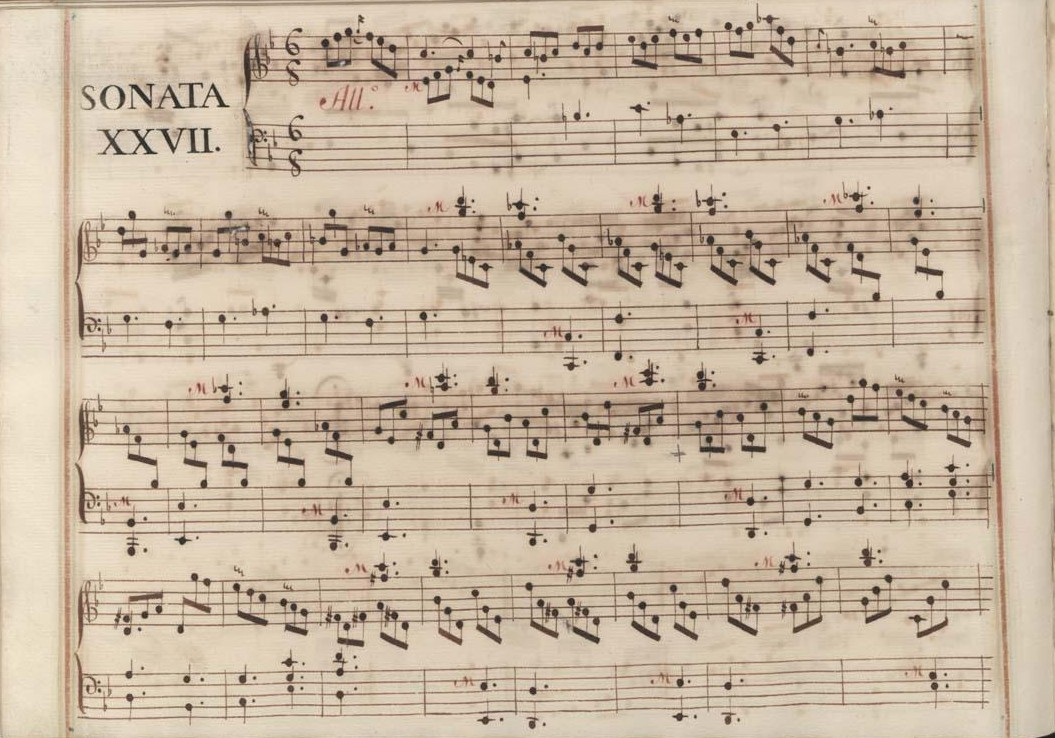
Venise I 27.
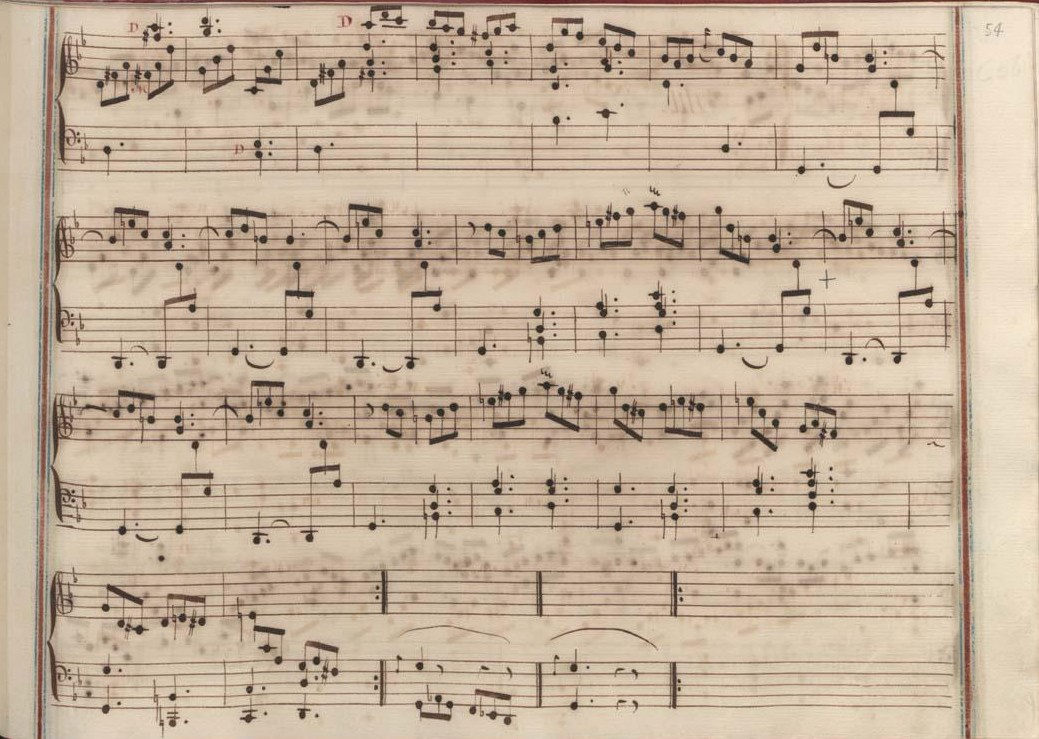
Venise I 27 (fin de la première section).

## Interprètes
La sonate K. 174 est défendue au piano notamment par Carlo Grante (2009, Music & Arts, vol. 1) et Andrea Bacchetti (2013, RCA) ; au clavecin par Scott Ross (1985, Erato), Richard Lester (2001, Nimbus, vol. 1), Pieter-Jan Belder (Brilliant Classics, vol. 4) et Francesco Cera (2009, Brilliant Classics).

## Sources
: document utilisé comme source pour la rédaction de cet article.
- Ralph Kirkpatrick (trad. de l'anglais par Dennis Collins), Domenico Scarlatti, Paris, Lattès, coll. « Musique et Musiciens », 1982 (1re éd. 1953 (en)), 493 p. (ISBN 978-2-7096-0118-4, OCLC 954954205, BNF 34689181).
- Alain de Chambure, « Domenico Scarlatti : Intégrale des sonates — Scott Ross », Erato (2564-62092-2), 1985 (OCLC 891183737) .
- (en) Carlo Grante, « Domenico Scarlatti, intégrale des sonates pour clavier (vol. 1) », Music & Arts (CD-1236), 2010 .
- (es) Celestino Yáñez Navarro (thèse), Nuevas aportaciones para el estudio de las sonatas de Domenico Scarlatti. Los manuscritos del Archivo de Música de las Catedrales de Zaragoza, Universitat Autònoma de Barcelona, 2016, 492 p. (lire en ligne)